# 40 Wall Street
40 Wall Street (znany także jako Trump Building) – wieżowiec położony na Manhattanie w Nowym Jorku w Stanach Zjednoczonych. Ma 70 pięter i 283 metrów wysokości. Jego budowa została rozpoczęta w roku 1929, a ukończona w 1930. Wykonano go w stylu art déco. Budynek, często nazywany „klejnotem w koronie Wall Street”, został zaprojektowany przez: H. Craig Severance, Yasuo Matsui i Shreve & Lamb. Całkowita powierzchnia użytkowa budynku wynosi 83 891 m². W 2000 wpisany do National Register of Historic Places.  23. najwyższy budynek w Nowym Jorku, a 43. w Stanach Zjednoczonych.

## Opis
Wybudowano go w 11 miesięcy. Jest usytuowany w północnej części Wall Street, pomiędzy Broad Street i William Street. Pierwotnie po wybudowaniu był znany jako Bank of Manhattan Trust Building. Razem z iglicą mierzy 283 metrów i na krótko był najwyższym budynkiem świata. Niedługo bowiem został przewyższony przez Chrysler Building, który to został ukończony jeszcze tego samego roku. Obecnie jest on znany jako Trump Building za sprawą Donalda Trumpa, który kupił go i odrestaurował w 1996 roku.

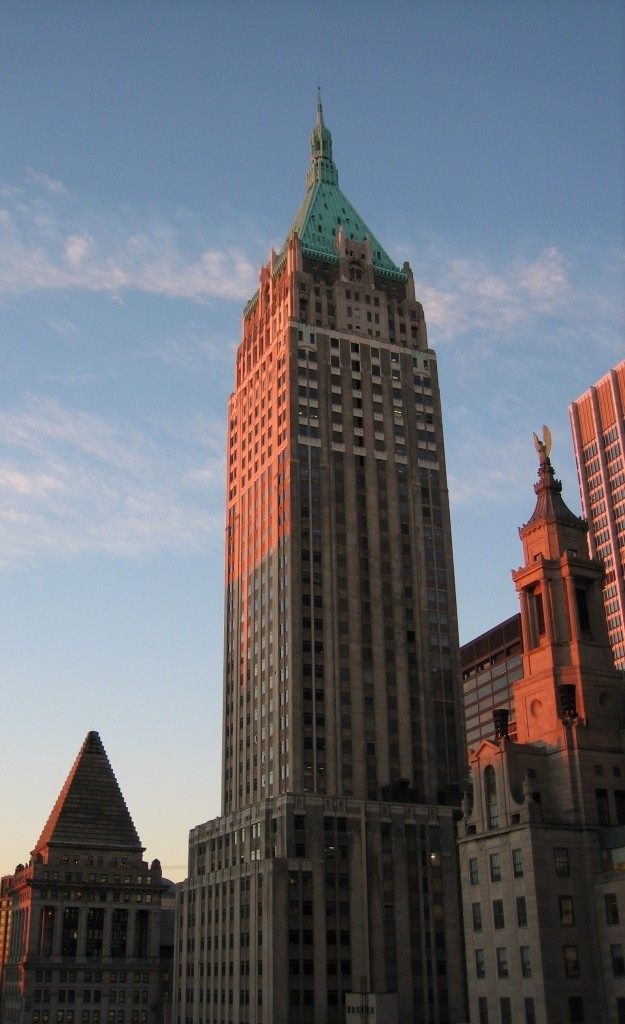
40 Wall Street/The Trump Tower

Początkowo gmach ten był projektowany jako o 41 metrów niższy od pobliskiego Woolworth Building, ukończonego w 1913 roku. Następnie projekt zakładał, że budynek będzie o 2 stopy wyższy niż planowany Chrysler Building, który miał osiągnąć 282 metry. Jednak potajemnie plany budynku Chryslera zostały zmienione po tym, jak 40 Wall Street został ukończony. W tajemnicy zbudowano iglicę, która następnie została umieszczona na dachu budynku. Jednak i Chrysler Building nie cieszył się długo mianem najwyższego, gdyż w parę miesięcy później wybudowany został Empire State Building, który od  tamtej pory był budynkiem najwyższym.
Trump kupił budynek za 8 mln USD w 1995 i przeprowadził gruntowny remont. Zamierzał sprzedać budynek w 2003, ale oczekiwana przez niego kwota 300 mln USD była zbyt wysoka. Żadna z ofert nie została przyjęta i Trump pozostał w posiadaniu tego wieżowca. Gdy Trump kupił budynek, zamierzał zmienić część jego przestrzeni biurowej na mieszkania. Jednak wkrótce rynek biurowy ponownie się wzmocnił i jego powierzchnia szybko została wydzierżawiona.
20 maja 1946 samolot Straży Wybrzeża Stanów Zjednoczonych uderzył w 58. piętro budynku. W wyniku tego wypadku, którego powodem była gęsta mgła, zginęło 5 osób.